# Preskrbovalni tanker
Preskrbovalni tanker je tanker, ki se uporablja za preskrbo drugih ladij z gorivom, lahko pa tudi z drugim tovorom. Pri pretakanju goriva (ali tovora), obe plovili plujeta vzporedno in z isto hitrostjo, lahko pa tudi obe mirujeta. 
Preskrbovalni tankerji se večinoma uporabljajo za preskrbo vojaških ladij in podmornic. Civilne čezoceanske ladje imajo sorazmerno velike gorivne rezervoarje in po navadi ne potrebujejo preskrbe.
Preskrbovalni tanker opravlja isto nalogo kot leteči tanker. 